# Aucana platnicki
Aucana platnicki là một loài nhện trong họ Pholcidae. Loài này được phát hiện ở Chile.